# Steve Kloves
Steve Kloves (* 18. März 1960 in Austin, Texas, USA; eigentlich Stephen Keith Kloves) ist ein amerikanischer Drehbuchautor und Filmregisseur, der vor allem für seine Roman-Adaptionen bekannt ist. Dabei fallen besonders die Harry-Potter-Filme und Die WonderBoys ins Gewicht. Er führte außerdem die Regie bei den Filmen Die fabelhaften Baker Boys und Flesh and Bone – Ein blutiges Erbe und arbeitet zurzeit an seinem dritten Film-Projekt.

## Biografie
Kloves wuchs in Sunnyvale, Kalifornien auf, wo er die Fremont High School besuchte. Danach ging er auf die University of California, Los Angeles, brach sein Studium im zweiten Jahr aber ab, nachdem er seinen Stundenplan auf nur wenige Kurse heruntergefahren hatte. Als ein unbezahlter Praktikant für einen Hollywood-Agenten erntete er Aufmerksamkeit für sein erstes Drehbuch mit dem Namen Swings. Das führte zu einem wichtigen Treffen, denn nun erhielt er seinen ersten Drehbuchauftrag zum Film Die Zeit verrinnt, die Navy ruft (1984).
Seine ersten Erfahrungen mit professionellem Drehbuchschreiben ließen ihn mehr Zusammenarbeit mit den Schauspielern anstreben, sodass deren Charaktere ihren Vorstellungen treu bleiben konnten. Kloves schrieb Die fabelhaften Baker Boys (1989), der auch sein Regie-Debüt darstellen sollte. Nachdem der Film jahrelang keinen Interessenten in Hollywood fand, rollte das Projekt letztendlich unter Kloves Leitung an. Der Film, der diverse Oscar-Nominierungen und Michelle Pfeiffer einen Golden Globe einbrachte, wurde vor allem für seine gelungene Darstellung der Gefühlswelten Erwachsener gelobt. Mit seinem Nachfolger Flesh and Bone – Ein blutiges Erbe (1993) mit Dennis Quaid und Meg Ryan konnte er den Erfolg nicht wiederholen.
Erst 2000 verfasste er mit der Adaption von Michael Chabons Roman Wonder Boys sein nächstes Drehbuch. Das Angebot, die Regie zu führen, lehnte er mit dem Hinweis ab, nur eigene Ideen verfilmen zu wollen – eine Aussage, die er 2006 mit der Verfilmung von Mark Haddons Supergute Tage oder Die sonderbare Welt des Christopher Boone widerlegte. Die Wonder Boys, den Curtis Hanson inszenierte, wurde zu einem großen Erfolg. Das Drehbuch wurde für einen Golden Globe und einen Oscar nominiert.
Mit dem Drehbuch zu der ersten Harry-Potter-Verfilmung Harry Potter und der Stein der Weisen beauftragte ihn Warner Bros., da Joanne K. Rowling, die Autorin der Vorlage, ihn empfahl. Die fabelhaften Baker Boys gilt als ihr Lieblingsfilm. Für die nachfolgenden Harry-Potter-Filme wurde Kloves wieder als Drehbuchautor sowie für die Nachfolgereihe Phantastische Tierwesen als Produzent engagiert; lediglich für den fünften Film (Orden des Phönix) sagte er ab, sodass Michael Goldenberg einsprang. Kloves sagte später, seine spontane Absage habe verschiedene Gründe gehabt, die er selbst nicht ganz durchschaue, darunter einen „Drang, andere Dinge zu tun; wieder Filme zu machen, die niemand sehen will“.

## Filmografie

### Drehbuch
- 1984: Die Zeit verrinnt, die Navy ruft (Racing with the Moon)
- 1989: Die fabelhaften Baker Boys (The Fabulous Baker Boys)
- 1993: Flesh and Bone – Ein blutiges Erbe (Flesh and Bone)
- 2000: Die WonderBoys (Wonder Boys)
- 2001: Harry Potter und der Stein der Weisen (Harry Potter and the Philosopher’s Stone)
- 2002: Harry Potter und die Kammer des Schreckens (Harry Potter and the Chamber of Secrets)
- 2004: Harry Potter und der Gefangene von Askaban (Harry Potter and the Prisoner of Azkaban)
- 2005: Harry Potter und der Feuerkelch (Harry Potter and the Goblet of Fire)
- 2006: Supergute Tage oder Die sonderbare Welt des Christopher Boone (The Curious Incident of the Dog in the Night-Time) A
- 2009: Harry Potter und der Halbblutprinz (Harry Potter and the Half-Blood Prince)
- 2010: Harry Potter und die Heiligtümer des Todes: Teil 1 (Harry Potter and the Deathly Hallows: Part 1)
- 2011: Harry Potter und die Heiligtümer des Todes: Teil 2 (Harry Potter and the Deathly Hallows: Part 2)
- 2012: The Amazing Spider-Man (Co-Autor)
- 2022: Phantastische Tierwesen: Dumbledores Geheimnisse (Fantastic Beasts: The Secrets of Dumbledore)

### Regisseur
- 1989: Die fabelhaften Baker Boys (The Fabulous Baker Boys)
- 1993: Flesh and Bone – Ein blutiges Erbe (Flesh and Bone)

### Produzent
- 2016: Phantastische Tierwesen und wo sie zu finden sind (Fantastic Beasts and Where to Find Them)
- 2018: Phantastische Tierwesen: Grindelwalds Verbrechen (Fantastic Beasts: The Crimes of Grindelwald)
- 2018: Mogli: Legende des Dschungels (Mowgli: Legend of the Jungle)